# 63162 Davidčapek
63162 Davidčapek è un asteroide della fascia principale. Scoperto nel 2000, presenta un'orbita caratterizzata da un semiasse maggiore pari a 3,1548511 au e da un'eccentricità di 0,1592720, inclinata di 17,47051° rispetto all'eclittica.
L'asteroide è dedicato all'astronomo ceco David Čapek.